# Штоль, Каспар
Каспар Штоль (нидерл. Caspar Stoll; 1725, Гессен-Кассель — 1791, Амстердам, графство Голландия) — натуралист и энтомолог, наиболее известен благодаря завершению работы «De Uitlandsche Kapellen», посвященной бабочкам, начатой Питером Крамером. Также опубликовал несколько собственных работ по другим группам насекомых. Хорошо известна работа Штолля 1787 года о палочниках, богомолах и родственных видах, переведённая в 1813 году на французский язык.

## Биография

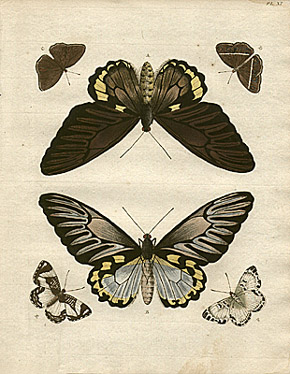
Иллюстрация из книги «De Uitlandsche Kapellen»

Кроме официальных записей о жизни Штоля сохранилось мало биографических подробностей. Родился в Гессен-Касселе, но большую часть жизни прожил в Гааге и Амстердаме. Там он работал чиновником (либо клерком, либо носильщиком) в Амстердамском адмиралтействе. 18 января 1761 года женился на своей первой жене, Марии Сардин, они обвенчались в церкви в Схевенингене. Её брат был сборщиком налогов и нотариусом. Штолль, по-видимому, тоже работал у нотариуса: несколько раз он ставил свою подпись в качестве свидетеля. В Гааге у них родились четверо детей. Крестным отцом двух мальчиков дважды был штатгальтер Вильгельм V Оранский и барон Ренгерс. До 1769 года Штоль переехал в Амстердам. Супруги жили на Хаарлеммердейк рядом с Принсенграхт в доме, который он выкупил в 1778 году, и рядом с Яном Кристианом Сеппом, который опубликовал некоторые из его работ. В Амстердаме у него родились ещё четверо детей. В 1772 году в течение нескольких месяцев двое детей умерли в младенчестве.
В июне 1786 года, после смерти первой жены, он женился на Анне Элизабет Кааль, родом из Гамбурга. Её братья жили неподалёку. Они поженились 21 октября 1791 года, после рождения ребёнка, родившегося за несколько месяцев до этого. Штоль много работал, чтобы закончить свои рукописные копии. 22 декабря 1791 года Штолль составил своё завещание. В конце года он умер. 2 января 1792 года утром Штоль был похоронен в Ноордеркерке. С Анной Элизабет у него родился ещё один ребенок, сын, родившийся после его смерти. Спустя год после его смерти Анна Элизабет, член лютеранской церкви, вышла замуж за А.Р. ван Вейлика, бургомистра Эдама.
Штолль начал работать над книгой по лепидоптерологии «De Uitlandsche Kapellen» Питера Крамера до 1774 года. Он взял на себя всю работу после смерти Крамера 26 сентября 1776 года. Первые четыре тома были закончены в 1782 году, но Штоль продолжал работать, но гораздо медленнее, из-за отсутствия нового материала, как он сам объяснял, над дополнением («Aanhangsel»), которое было закончено в 1791 году. В 1791 году Штоль упоминал о том, что он закончил работу над дополнениями. Штоль пишет, что все образцы бабочек были собраны в голландских колониях: Суринам, Цейлон, Ява, Амбон и Сьерра-Леоне. Работа была завершена, «не теряя из виду всемогущую руку Создателя». В XVIII веке это было необходимое уточнение, чтобы уберечь книгу от запрета или сожжения.
Работая над дополнением, он также занимался другими группами насекомых, из которых ему удалось опубликовать том по цикадам, том по гетероптерам и, наконец, том по богомолам и родственным им насекомым: Natuurlyke en naar 't leeven naauwkeurig gekleurde afbeeldingen en beschryvingen der spooken etc…
На титульном листе этой и других работ Штоль указал, что является членом «Natuuronderzoekend Genoodschap te Halle» (букв. «Общество изучения природы в Галле»).